# Prozor-Rama
Prozor-Rama (kroatiska: Općina Prozor-Rama, kyrillisk skrift: Општина Прозор-Рама) är en kommun i kantonen Hercegovina-Neretva i centrala Bosnien och Hercegovina. Kommunen hade 14 280 invånare vid folkräkningen år 2013, på en yta av 481,71 km². Huvudort är Prozor. Rama syftar till namnet på en flod respektive en insjö i kommunen.
Av kommunens befolkning är 74,94 % kroater, 24,68 % bosniaker, 0,08 % muslimer och 0,02 % serber (2013).
Legenden om Diva Grabovčeva utspelade sig i trakten av Prozor-Rama.